# 加藤一雄 (経済学者)
加藤 一雄（かとう かずお、1896年〈明治29年〉 - 1992年〈平成4年〉8月2日）は、日本の経済学者。日本大学元学長・名誉教授（経済学）。福岡県嘉穂郡飯塚町出身。

## 経歴
1917年（大正6年）に福岡県師範学校（現在の福岡教育大学）第二部を卒業し、楽市小学校の訓導となる。第一次世界大戦後の1919年（大正8年）4月に辞職し上京、日本大学法文学部の予科に入学する。1924年（大正13年）に卒業して実業家志望で、民間会社の東京支店長に内定し、結婚式も挙げたばかりのとき、常務理事の塩野季彦から大学に残れとの誘いを受け、同学法文学部の講師となる。
1928年（昭和3年）に海外留学に派遣され1930年（昭和5年）5月、経済学研究のため2年間の英国留学を終え当時学長であった山岡萬之助の請いを受け予科教授兼学監に就任する。1945年（昭和20年）12月に法文学部教授となり、1946年（昭和21年）8月に本部教務部長に就任、同年9月には第一部長及び世田谷予科長となり、1947年（昭和22年）7月に事務局常任理事に就任。1948年（昭和23年）に同学常任理事・兼・設置委員会臨時委員に就任い、同年日本私立大学協会が設立し常務理事となる。1962年（昭和37年）に学長に就任。1963年（昭和38年）に土浦高等学校、宮崎日本大学高等学校校長、1968年（昭和43年）には総務局担当理事を経て、1972年（昭和47年）から1978年（昭和53年）まで私立学校教職員共済組合の理事長を務めた。
1992年8月2日午後8時25分に心不全の為、東京都板橋区の病院で死去した。96歳没。